# Spoorlijn Roskilde - Næstved
De Spoorlijn Roskilde - Næstved (Deens: Lille Syd) is een spoorlijn tussen Roskilde en Næstved op het eiland Seeland in Denemarken.

## Geschiedenis
De spoorlijn werd op 4 oktober 1870 door de Sjællandske Jernbaneselskab (SJS) in gebruik genomen als onderdeel van de Sydbanen van Roskilde via Køge en Næstved naar Vordingborg. Met de opening van de spoorlijn tussen Ringsted en Næstved in 1924 werd de naam "Sydbanen" gebruikt voor de spoorlijn vanaf Ringsted naar het zuiden, en kreeg de verbinding tussen Roskilde en Næstved via Køge de naam "Lille Syd".

## Huidige toestand
Anno 2008 rijdt de DSB elk half uur met een stoptrein tussen Roskilde en Næstved. Een aantal keer per dag rijdt er een doorgaande trein van Østerport in Kopenhagen via de Lille Syd naar Nykøbing Falster. Tussen Køge en Næstved wordt de spoorlijn aangepast en de snelheid tot 160 km/h verhoogd.

## Elektrificatie en modernisatie
Vanaf de nieuwe spoorlijn Kopenhagen - Ringsted is er vanaf het station Køge Nord een aansluiting op de spoorlijn richting Køge en Næstved. Het baanvak van Køge Nord tot Næstved wordt geëlektrificeerd. Op dit traject is de baansnelheid verhoogd van 120 km/u naar 160 km/u. Het traject Roskilde - Ølby wordt niet geëlektrificeerd. Sinds december 2020 wordt dit traject door de Østbanen-treinen geëxploiteerd, die van Roskilde rechtstreeks doorrijden naar Hårlev en verder. Voorlopig keren de treinen uit Næstved in Køge.